# Diederik I van Aarlen
Diederik I van Aarlen (Arlon) ook bekend als Diederik van Houffalize, heer van Houffalize (ca. 1122-). Hij was een zoon van Walram III van Aarlen, die op zijn beurt een zoon was van Walram II van Limburg (1085-1139) en Judith (Gerard) (Jutta) van Wassenberg-Gelre (ca. 1085-1151). 
Hij trouwde met Wery van Gronsveld-Houffalize vrouwe van Houffalize en Gronsveld (ca. 1120-). Zij was een dochter van Giselbert (Gisbert) van Gronsveld graaf van Gronsveld 1103-1135 (ca. 1065 - na 1135) uit het huis Loon.
Uit hun huwelijk werd geboren:
- Diederik I van Houffalize van Gronsveld ridder als Diederik I heer van Gronsveld en als Diederik II heer van Houffalize (1176-1249).